# Castel San Lorenzo
Castel San Lorenzo là một đô thị (comune) thuộc tỉnh Salerno trong vùng Campania của Ý. Castel San Lorenzo có diện tích 14 km2, dân số là 2723 người (thời điểm ngày 1 tháng 5 năm 2009).